# Vărădia de Mureș

Lage der Gemeinde Vărădia de Mureș im Kreis Arad

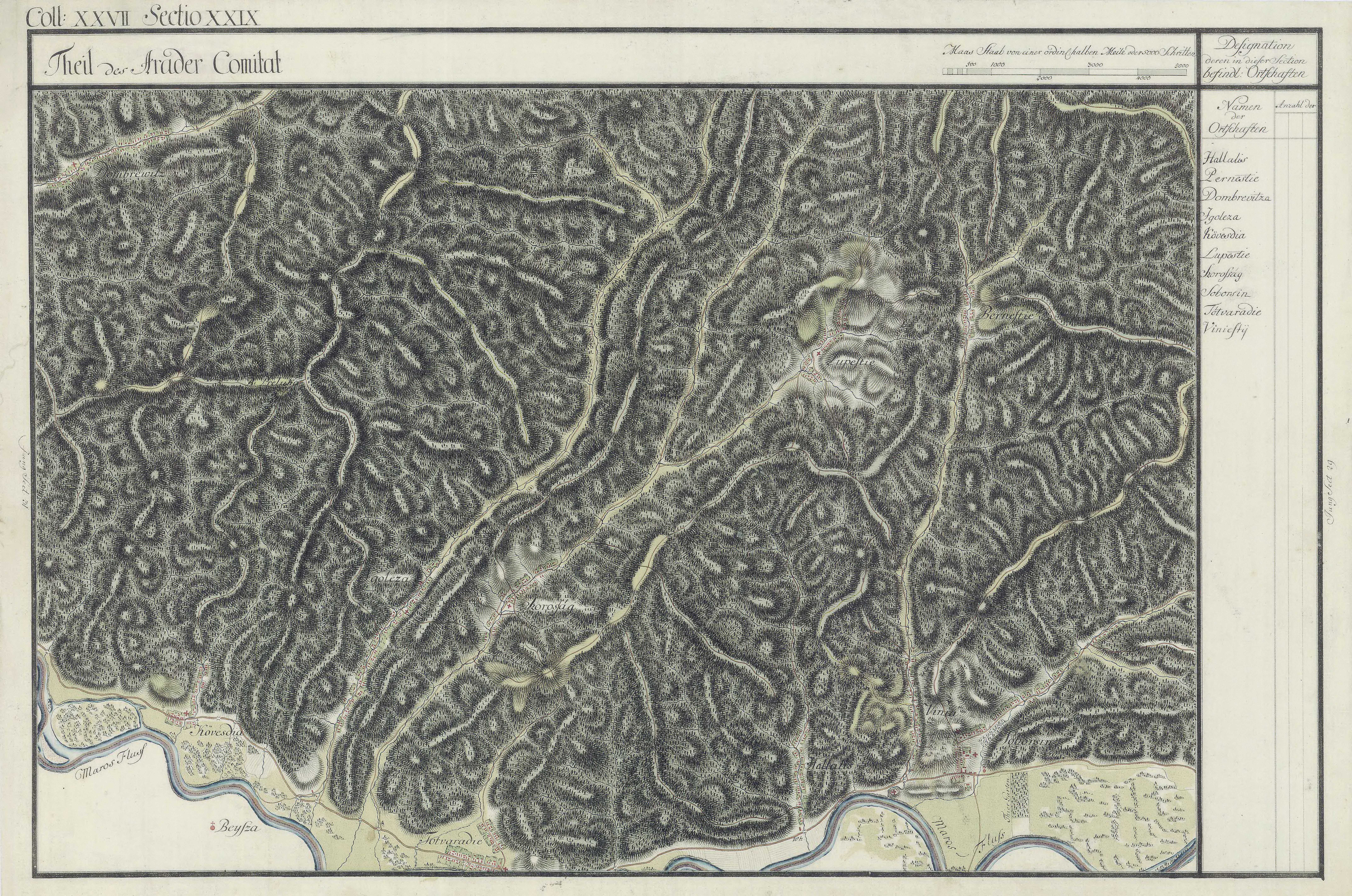
Vărădia de Mureș (Tótváradie) auf der Josephinischen Landaufnahme von 1782–1785.

Vărădia de Mureș (volkstümlich: Totvărădia und Vărădia Slovacă; deutsch Waradia und Slowakisch Waradia, ungarisch Tótvárad) ist eine Gemeinde im Kreis Arad, im Kreischgebiet, im Westen Rumäniens. Zu der Gemeinde Vărădia de Mureș gehören auch die Dörfer Baia, Julița, Lupești, Nicolae Bălcescu und Stejar.

## Geografische Lage
Vărădia de Mureș liegt  im Maroschtal, in der Kontaktzone des Siebenbürgischen Erzgebirges mit dem Zărand-Gebirge, in 81 km Entfernung von der Kreishauptstadt Arad.

## Nachbarorte
| Nicolae Bălcescu | Julița                                      | Lupești  |
| Bulci            | Kompassrose, die auf Nachbargemeinden zeigt | Sâvârșin |
| Ostrov           | Birchiș                                     | Căpâlnaș |

## Geschichte
Die erste urkundliche Erwähnung von Waradia stammt aus dem Jahr 1369.
Im Laufe der Jahrhunderte traten verschiedene Schreibweisen des Ortsnamens in Erscheinung:
1369 Waradia, Varadi,
1427 Waradya,
1479 Castellum Varadya, Varadia,
1660 Váradja,
1808 Várad, Tót-Várad, Tótváradja,
1913 Tótvárad,
1909 Totvărădia,
1919 Vărădia de Mureș.
1369 befand sich hier eine alte Erdfestung „Varadi“, die mittelalterliche Festung Castellum Varadya erscheint 1479 in den Zeitdokumenten.
Bis zur Türkenherrschaft nach dem Ersten Österreichischen Türkenkrieg (1552) ist die Geschichte des Dorfes eng mit der Geschichte der Festung verbunden. Ende des 15. Jahrhunderts wird die Ortschaft zum Markt erhoben. Laut der Beschreibung des Historikers Evliya Çelebi gibt es in der Festung und in der „Palanka“ (Vorort) 150 Häuser.
Nach dem Frieden von Karlowitz (1699) kam Arad und das Maroscher Land unter österreichische Herrschaft, während das Banat südlich der Marosch bis zum Frieden von Passarowitz (1718) unter Türkenherrschaft verblieb. Auf der Josephinischen Landaufnahme ist Totvaradje eingetragen. Während der Habsburgerzeit gehörte die Ortschaft zur Theiß-Maroscher Militärgrenze. Die Festung wurde während des Kuruzenkrieges völlig zerstört und 1709 aufgegeben.
Infolge des Österreichisch-Ungarischen Ausgleichs (1867) wurde das Arader Land, wie das gesamte Banat und Siebenbürgen, dem Königreich Ungarn innerhalb der Doppelmonarchie Österreich-Ungarn angegliedert. Die amtliche Ortsbezeichnung war Tótvárad.
Der Vertrag von Trianon am 4. Juni 1920 hatte die Grenzregulierung zur Folge, wodurch Totvărădia an das Königreich Rumänien fiel.

## Bevölkerungsentwicklung
| 1880 | 4378 | 4300 | 22  | 34 | 22              |
| 1910 | 4948 | 4787 | 150 | 7  | 4               |
| 1930 | 4213 | 4107 | 33  | 3  | 70              |
| 1977 | 2829 | 2781 | 35  | 6  | 7               |
| 1992 | 2279 | 2261 | 11  | 3  | 4               |
| 2002 | 2112 | 2084 | 10  | -  | 18              |
| 2021 | 1610 | 1529 | 4   | 2  | 75 (9 Ruthenen) |